# Die zwei Gesichter des Januars
Die zwei Gesichter des Januars (Originaltitel The Two Faces of January) ist ein Kriminalroman der amerikanischen Schriftstellerin Patricia Highsmith. Er erschien erstmals im Jahr 1962 beim Londoner Verlag William Heinemann sowie in einer um 40 Seiten gekürzten Fassung bei Doubleday in New York. Die erste deutsche Übersetzung von Anne-Marie Uhde brachte 1966 der Rowohlt Verlag unter dem Titel Unfall auf Kreta heraus. 2003 übersetzte Werner Richter den Roman neu für Diogenes. Beide Übersetzungen folgen der britischen Originalausgabe.
Ein junger Amerikaner gerät in Griechenland in den Bann eines Betrügerpärchens. Während der Mann ihn an seinen ungeliebten Vater erinnert, gleicht die Frau seiner unglücklichen Jugendliebe. Als es zu einem Mord kommt, hilft er den beiden bei der Beseitigung der Spuren und flieht mit ihnen auf die griechischen Inseln, wo es zu Spannungen und zunehmender Rivalität zwischen den beiden Männern kommt. Der Roman erhielt im Jahr 1964 den Dagger Award für den besten ausländischen Kriminalroman.

## Inhalt

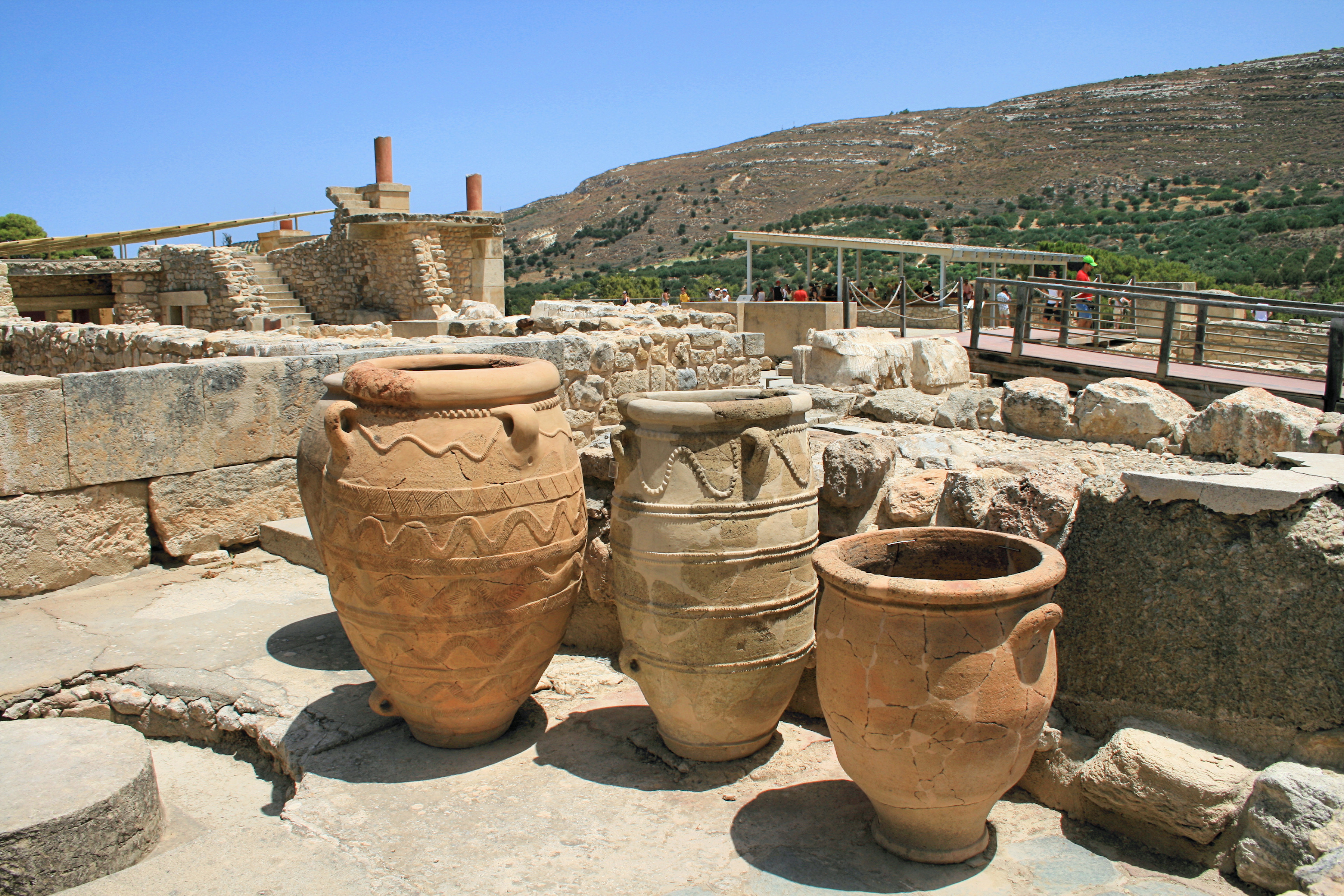
Pithoi in Knossos

Der 25-jährige Amerikaner Rydal Keener bereist nach seinem Jurastudium in Yale Europa. Durch das Erbe seiner Großmutter jeder Pflicht zur Arbeit enthoben, lebt er seit zwei Jahren in den Tag hinein, schreibt Gedichte und wartet auf das große „Ereignis“. Dieses scheint sich einzustellen, als er in Athen dem 42-jährigen Landsmann Chester MacFarland und dessen 25-jähriger Ehefrau Colette begegnet. Der Mann hat eine frappierende Ähnlichkeit mit Rydals Vater, einem kürzlich verstorbenen Archäologieprofessor aus Harvard, die Frau erinnert an Rydals Jugendliebe Agnes. Als die Liebschaft des damals 15-jährigen Rydal mit seiner gleichaltrigen Cousine ans Tageslicht kam und das Mädchen ihn aus Selbstschutz sexueller Übergriffe bezichtigte, ließ Rydals Vater seinen Sohn in eine Erziehungsanstalt einweisen. Seitdem hegte Rydal einen unversöhnlichen Groll gegen den dominanten Vater und blieb selbst dessen Beerdigung fern.
Im Gegensatz zu seinem ehrwürdigen Ebenbild ist Chester MacFarland ein Hochstapler und Anlagebetrüger, der sich in Europa aufhält, um polizeilichen Ermittlungen in Amerika zu entgehen. Als ein griechischer Polizist das Ehepaar MacFarland vernehmen will, kommt es zu einer tätlichen Auseinandersetzung, an deren Ende der Grieche tot liegen bleibt. Rydal überrascht Chester im Hotelflur bei der Beseitigung der Leiche. Wider Erwarten ruft der junge Amerikaner nicht die Polizei, sondern hilft seinem Landsmann bei der Beschaffung falscher Reisepässe und der Flucht nach Kreta, auf der er sich dem Ehepaar anschließt. Rydal fühlt sich unerklärlich zu dem Mann, der ihn so sehr an seinen Vater erinnert, hingezogen. Noch mehr hingegen verzaubert ihn dessen junge Frau, die ihrem gleichaltrigen Landsmann Avancen macht. Eifersüchtig sieht Chester der Liaison zu, die er nicht unterbinden kann, weil er auf Rydals Hilfe und seine griechischen Sprachkenntnisse angewiesen ist. Die Flucht der drei Amerikaner führt nach Chania und Heraklion. Bei einem Besuch des Palastes von Knossos bricht sich Chesters aufgestaute Wut Bahn, und er stürzt eine antike Amphore von einer Terrasse hinab auf Rydal. Dieser kann dem Mordanschlag im letzten Moment ausweichen, doch das schwere Tongefäß zertrümmert den Schädel von Colette, die gerade auf Rydal zueilt.

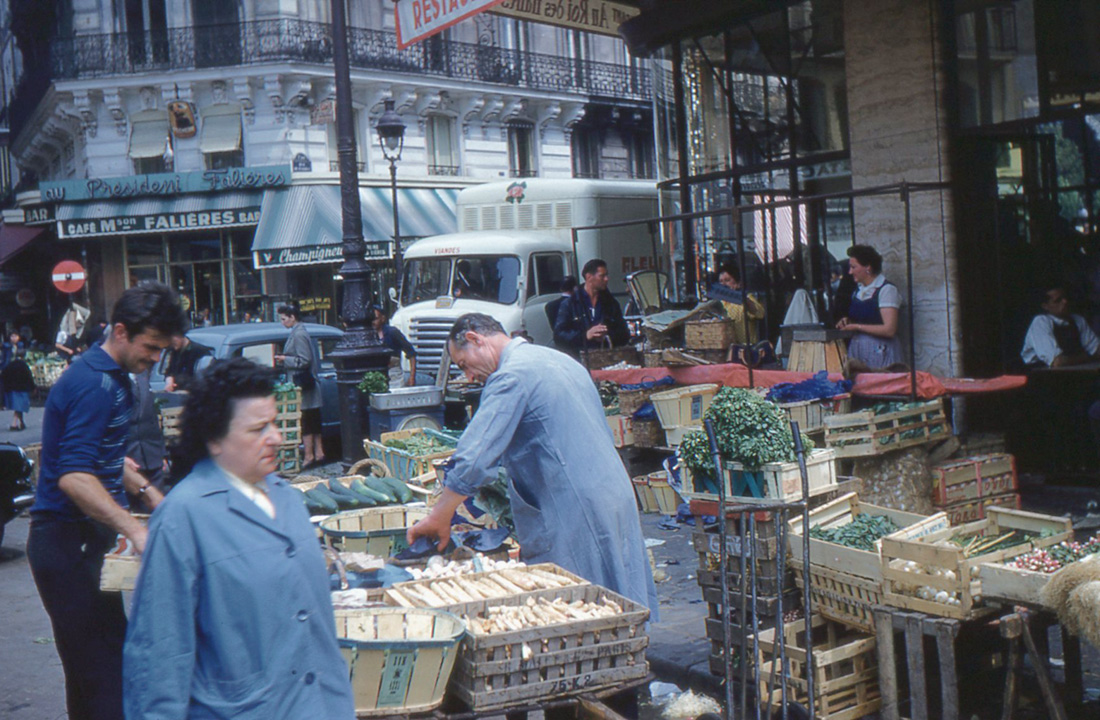
Markt in Les Halles, 1960

Die beiden Männer fliehen zurück nach Athen, wo sie sich in der Folge gegenseitig belauern. Jeder möchte sich am Anderen, dem er den Tod Colettes zuschreibt, rächen. Chester dingt einen griechischen Killer, der sich als harmloser Blumenhändler entpuppt. Rydal wagt nicht, sich an die Polizei zu wenden, da er längst zu sehr in Chesters Verbrechen verstrickt ist und dessen Aussage fürchtet. Doch er fühlt einen unbezähmbaren Drang, Zeuge von Chesters Vernichtung zu werden, und bleibt seinem Rivalen auch dann auf der Spur, als dieser sich mit neuem Pass nach Paris absetzt. Weniger aus Geldgier als um Chester zu provozieren, beginnt er den zweifachen Mörder zu erpressen, der die Nachricht aus Übersee verdauen muss, dass seine betrügerischen Anlagegeschäfte aufgeflogen sind und er finanziell ruiniert ist. Erst als ihn die französischen Behörden festnehmen, ist Rydal gezwungen, Chester zu verraten. Er führt die französische Polizei zu einem geplanten Treffen in Les Halles, warnt allerdings seinen Rivalen und flieht selbst in einem abgestellten Lieferwagen.
Bei einem letzten Treffen der beiden Gegenspieler schießt Chester auf Rydal, der ein Erinnerungsfoto an Colette einfordert, verfehlt ihn jedoch. Noch in der Nacht flieht er nach Marseille in der Hoffnung auf eine Schiffspassage nach Amerika und einen Neuanfang in seiner Heimat. Er betrinkt sich, bis er die Besinnung verliert. Als der Amerikaner wieder zu sich kommt, ist er seiner letzten Habe beraubt und wird in Polizeigewahrsam genommen. Nach einem Fluchtversuch stirbt er an den Folgen einer Schussverletzung. Rydal, der sich gestellt hat, erfährt von Chesters letzter Aussage, einer Art Beichte des sterbenden Amerikaners, in der dieser die beiden Morde gesteht und seinen Begleiter von jeder Mitschuld freispricht. Rydal ist gerührt von Chesters unerwarteter Schonung, nach der ihm keine strafrechtliche Verfolgung mehr droht. Als er erfährt, dass der Tote am nächsten Tag ohne Trauergäste bestattet werden soll, entschließt er sich, nach Marseille zu fahren, um der Beerdigung beizuwohnen.

## Interpretation

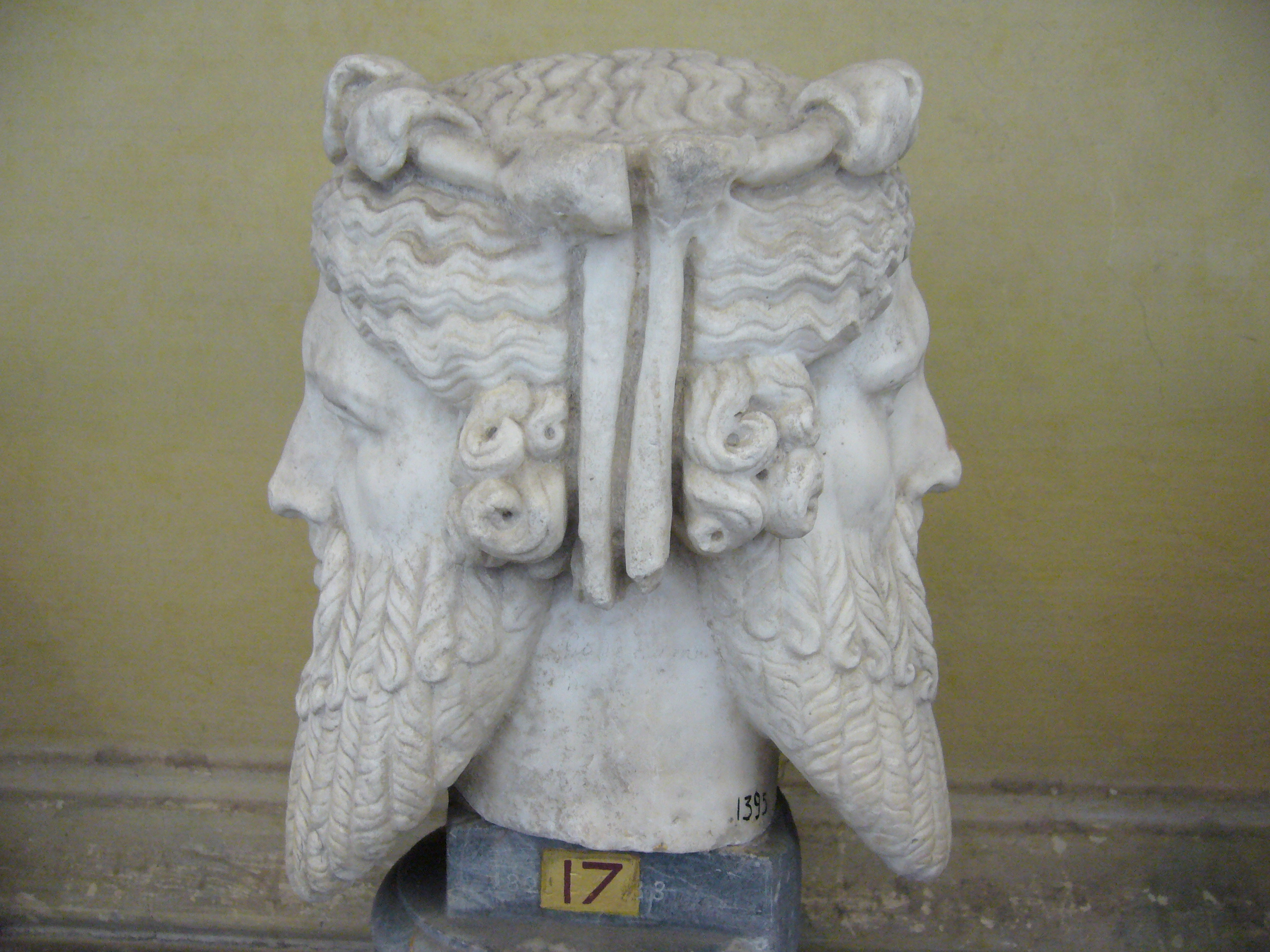
Janus-Statue im Vatikanischen Museum

Nachdem Highsmith das Buch unter den Arbeitstiteln The Power of Negative Thinking und Rydal’s Folly geplant hatte, verlieh sie dem Werk schließlich den Titel The Two Faces of January, der laut Andrew Wilson den wandelhaften Janus-köpfigen Protagonisten angemessen ist. Die Handlung spielt im Januar, dem ersten Monat des Jahres, der nach dem römischen Gott Janus des Anfangs und des Endes benannt ist. Wie Janus meist mit zwei in entgegengesetzte Richtungen blickende Köpfe dargestellt wird, so verschmelzen auch Rydal und Chester im Verlauf des Romans ineinander, dass sie wie eine einzige Person mit zwei Gesichtern wirken.
Paul Ingendaay liest Die zwei Gesichter des Januars als „Kampf eines Mannes mit den Phantasmen seiner Jugendzeit, verlagert auf ein anderes Schlachtfeld.“ Zwanghaft bezieht ein junger Amerikaner die Gegenwart auf seine Vergangenheit, sucht Parallelen zwischen den unterschiedlichen Zeitebenen. Noch immer hat er die zehn Jahre zurückliegende erste Liebe nicht verwunden, die durch den Verrat seiner Cousine und die Unerbittlichkeit seines Vaters zerstört wurde. Nun stößt er auf zwei Menschen, die den Gespenstern seiner Vergangenheit nicht nur bis aufs Haar gleichen, sondern Vater und Cousine als Mann und Frau eines Ehepaares vereinen. Bis zur Hälfte des Romans bleibt Rydal zwischen Vater und Cousine, zwischen Chester und Colette hin- und hergerissen, erzählt Highsmith die klassische Dreiecksgeschichte eines Kampfes von zwei Männern um eine Frau. Dann stirbt Colette überraschend, und die Bühne wird vollständig der Auseinandersetzung Rydals mit Chester beziehungsweise dem Gespenst seines Vaters überlassen.
Je stärker spürbar wird, dass die eigentliche Anziehungskraft von Chester ausgeht, desto nachdrücklicher versucht Rydal diese Tatsache vor sich selbst zu verschleiern und baut sich die Schimäre auf, seine unerfüllte Liebe zu Colette treibe ihn zur Vergeltung. Doch in Wahrheit gleichen die beiden Männer zwei Straßenkatern, von denen Rydal eines Nachts träumt, die sich derart ineinander verbeißen, dass sie miteinander vom Dachfirst in die Tiefe stürzen. Wie in einer Pantomime bleiben laut Ingendaay die Aktionen beider Männer aufeinander bezogen. Immer wieder ist unklar, wer eigentlich wen jagt und wer vor wem flieht. Jedes Mal, wenn es zu einer Konfrontation kommt, bei der einer dem anderen den Todesstoß versetzen könnte, wird dieser unterlassen, als gelte es das Rennen offen zu halten.
Erst am Ende scheitert Chester, unterliegt im Ringen der beiden Männer und muss alleine den Preis zahlen. In einer letzten aufeinander bezogenen Handlung werden beide Protagonisten vollständig entkleidet, doch bleibt Rydal auf dem Polizeirevier Chesters Demütigung beim Erwachen im Rinnstein von Marseille erspart. Untypisch für Highsmiths oft düster endende Romane keimt am Ende von Die zwei Gesichter des Januars Hoffnung auf. Rydal wird nicht nur von seinem Kontrahenten geschont, sondern er scheint sich auch mit seiner Vergangenheit zu versöhnen, als er das letzte Geleit für seinen verstorbenen Vater nun bei Chester nachholt. Für Marco Abel ist der Tod des gewalttätigen Helden zwar ein typisches Merkmal vieler Romane Patricia Highsmiths, er erzeuge aber kein Gefühl von Katharsis und Gerechtigkeit, da er etwa im Falle Chesters gar nicht den Absichten Rydals entspricht, der eigentlichen Identifikationsfigur der Leser.

## Entstehungsgeschichte
Bevor Patricia Highsmith 1963 endgültig nach Europa zog, bereiste die Amerikanerin wiederholt den „alten Kontinent“, in dem ihre Werke häufig besser aufgenommen wurden als in ihrer Heimat. Zwei Reisen führten sie Ende des Jahres 1959 nach Paris und nach Griechenland und wurden zu Inspirationen für ihren folgenden Roman. Highsmith begann die Arbeit an The Two Faces of January im Sommer 1960, nachdem ihr voriges Manuskript The Straightforward Lie vom Verlag Harper & Row abgelehnt worden war. Sie schrieb ihren neuen Roman in der Nähe von New Hope, Pennsylvania, wo sie mit einer Freundin ein Haus angemietet hatte. Doch auch dieses Manuskript wurde von Harper & Row zurückgewiesen.
Highsmith sprach später von einer „völlig verkorksten“ ersten Fassung, die sich deutlich von der endgültigen Version unterschied. Zwar war das Grundgerüst der Handlung mit der durch einen Mord zusammengeschmiedeten Dreierkonstellation bereits vorhanden, doch war Rydal Keener ursprünglich ein psychopathischer Verbrecher, Chester ein Trinker und seine Frau Olga eine unangenehme Nörglerin, so dass der Verlag sämtlichen Protagonisten ausgeprägte Neurosen bescheinigte. Auch in der frühen Fassung stirbt Chesters Frau, allerdings in Folge eines gemeinsam ausgeheckten Mordplanes der beiden Männer. An ihrer Stelle spielt Rydal die Ehefrau Chesters bei der versuchten Einreise nach Amerika, was der Handlung  einige komische Momente im Stile von Billy Wilders Some Like It Hot bescherte.
Nach der Ablehnung schrieb Highsmith das Manuskript vollständig um, während sie gleichzeitig an den folgenden Romanen The Cry of the Owl und The Glass Cell arbeitete. Insgesamt viermal lehnte Harper & Row Highsmiths Neufassungen ab, bis es im Juni 1962 zu einer definitiven Absage kam. Erst ein Wechsel zum Londoner Verlag William Heinemann ermöglichte das Erscheinen von The Two Faces of January im Januar 1964. Abermals musste Highsmith das Manuskript überarbeiten, als der amerikanische Verlag Doubleday eine Straffung um 32 Seiten verlangte, um den Roman im Rahmen seiner Krimiserie Crime Club Selection herauszugeben. Highsmith sparte insgesamt 40 Seiten ein, indem sie etwa die Szenen um Rydals Freundin Geneviève und Details zu Chesters betrügerischen Geschäften strich. Auch die englische Taschenbuchausgabe von Pan Books folgte der gekürzten Ausgabe. Die deutschen Übersetzungen griffen jedoch auf die längere Originalversion zurück, wobei Anne-Marie Uhde 1966 den Text für den Rowohlt Verlag leicht kürzte und erst Werner Richter 2003 im Rahmen der Werkausgabe von Diogenes eine ungekürzte Übersetzung vorlegte.

## Adaptionen
- 1986 entstand unter der Regie von Wolfgang Storch und Gabriela Zerhau eine deutsche Verfilmung des Romans mit Charles Brauer, Yolanda Jilot und Thomas Schücke.[6]
- Im Jahr 2014 wurde der Roman von Hossein Amini neu verfilmt. Die Hauptrollen spielten Oscar Isaac, Kirsten Dunst und Viggo Mortensen.[7]
- Im selben Jahr 2014 las Charles Brauer eine Hörbuchversion des Romans ein.[8]
- 2024 adaptierte Claudia Johanna Leist den Stoff als zweiteiliges Hörspiel mit Hansi Jochmann, Robin Meisner, Matthias Leja, Marleen Lohse u. v. a. für den Norddeutschen Rundfunk in Koproduktion mit dem SRF.[9]

## Ausgaben
- Patricia Highsmith: The Two Faces of January. Heinemann, London 1962.
- Patricia Highsmith: The Two Faces of January. Doubleday, New York 1962.
- Patricia Highsmith: Unfall auf Kreta. Übersetzung: Anne-Marie Uhde. Rowohlt, Reinbek 1966.
- Patricia Highsmith: Die zwei Gesichter des Januars. Übersetzung: Anne Uhde. Diogenes, Zürich 1974, ISBN 3-257-20176-1.
- Patricia Highsmith: Die zwei Gesichter des Januars. Übersetzung: Walter Richter. Diogenes, Zürich 2003, ISBN 3-257-06409-8.